# A pilisi tiszta búza
Az A pilisi tiszta búza új stílusú, nem alkalmazkodó ritmusú magyar népdal.
Dallamára énekelhető a 40. zsoltár.
Feldolgozás:
| Szerző         | Mire    | Mű                         | Előadás |
| -------------- | ------- | -------------------------- | ------- |
| Soproni József | zongora | Zongoraiskola 2., 1. darab | [ 2 ]   |

## Kotta és dallam
| A pilisi tiszta búza kihajlott az országútra. Még a fejét ki sem hányta, páros galamb mind elvágta. | Ha én aztat befoghatnám, Tiszta búzával tartanám. Tiszta búzával tartanám, Gyöngyharmattal itatgatnám. | Erdő, erdő, de kerek vagy, Kisangyalom, de messze vagy. Ha az erdőt levághatnám, Kisangyalom megláthatnám. |

## Felvételek
- A pilisi tiszta búza. Toki Horváth Gyula és zenekara  YouTube (1961. március 17.)  (Hozzáférés: 2016. november 10.) (audió) csárdás
- A pilisi tiszta búza. cimbalom.nl (Hozzáférés: 2016. november 10.) (audió) arch csárdás
- A pilisi tiszta búza - 2 versions. musicMe (Hozzáférés: 2016. november 10.) (audió) arch lakodalmas